# It Conquered the World
It Conquered the World ist ein Science-Fiction-/Horrorfilm von Roger Corman aus dem Jahr 1956.

## Handlung
Paul Nelson folgt der Einladung seines alten Freundes und Astronomenkollegen Tom Anderson zum Abendessen. Anderson wird in der Fachwelt verspottet, weil er vehement davor warnt, fremde Lebewesen durch immer weiter ins All vordringende Satelliten zu provozieren. Anderson versucht, Nelson von seiner Theorie zu überzeugen, und spielt ihm merkwürdige, stimmenähnliche Töne vor, die von der Venus zu kommen scheinen. Nelson bleibt jedoch reserviert und ungläubig.
Andersons Frau Claire, die wie alle anderen glaubt, dass ihr Mann den Verstand verliert, bekniet ihn, zur Vernunft zu kommen. Anderson wiegelt ab und beginnt, mit einem fremden Wesen zu kommunizieren, als Claire zu Bett gegangen ist. Wie sich herausstellt, will Anderson dem Wesen bei der Invasion der Erde behilflich sein, um die Menschen zu entmündigen und – wie das Wesen behauptet – vor sich selbst zu schützen. Vor allem aber verspürt Anderson Genugtuung, mit seiner Alientheorie richtig gelegen zu haben. Als das Wesen, das sich als blutrünstiges Monstrum entpuppt, mithilfe eines gekaperten Satelliten und den Koordinaten Andersons folgend auf der Erde eintrifft, legt es Kommunikation und Verkehrsmittel lahm und macht sich einzelne Menschen, darunter hochrangige Militärs und den Sheriff, durch Gedankenkontrolle gefügig. Menschen, die sich zur Wehr setzen, werden getötet.
Nelson sucht erneut Anderson auf und versucht, ihn davon zu überzeugen, gegen das Wesen zu kämpfen und die von ihm verachtete Menschheit nicht aufzugeben, jedoch zunächst vergeblich. Erst als das Wesen Nelsons Frau Joan und schließlich auch Claire tötet, die verzweifelt versucht hat, das Wesen auf eigene Faust zur Strecke zu bringen, wendet sich Anderson gegen den Angreifer und kann das Monster schließlich vernichten, was er jedoch mit seinem eigenen Leben bezahlt.

## Hintergrund und Rezeption
It Conquered the World war der erste einer ganzen Reihe von schnell produzierten und gedrehten Science-Fiction/Horrorfilmen des B-Movie-Spezialisten Roger Corman. Auftraggeber war das Filmunternehmen American International Pictures (AIP). Die Produktion folgte einem kommerziell erfolgversprechenden Trend des amerikanischen Kinos der 1950er-Jahre, dem Invasionsfilm, der vom Angriff außerirdischer Wesen oder mutierter Tiere auf die Menschheit handelt und mit Streifen wie Das Ding aus einer anderen Welt, Der Tag, an dem die Erde stillstand (beide 1951) und Kampf der Welten (1953) seinen Anfang genommen hatte. It Conquered the world zitiert vor allem den im Frühjahr 1956 veröffentlichten Die Dämonischen (Invasion of the Body Snatchers), dessen Motiv von telepathischer oder sonstiger Gedankenkontrolle der Angreifenden das Science-Fiction-Genre fortan stark beeinflussen sollte.
Corman benötigte nur fünf Drehtage, bis er alles im Kasten hatte. Kinopremiere feierte der Film am 15. Juli 1956 als Double Feature mit Edward L. Cahns The She-Creature. It Conquered the World spielte, vor allem gemessen an extrem niedrigen Produktionskosten, einen satten Gewinn ein. Die zeitgenössische Kritik lobte vereinzelt die schauspielerischen Leistungen sowie Cormans Regie, spottete jedoch über das seichte Drehbuch, die (bereits für die damaligen Verhältnisse unterdurchschnittlichen) „Spezialeffekte“ sowie das Art Design des Monsters, das heute Kultstatus unter Science-Fiction-Fans genießt. Beverly Garland soll, als sie das Modell zum ersten Mal sah, verächtlich „THAT conquered the world?!“ gerufen haben. In seinem Buch Keep watching the skies! zählt der Filmhistoriker und -kritiker Bill Warren den Streifen rückblickend zu den unterhaltsameren der 1950er-SciFis. Manches sei zwar schluderig, anderes aber durchaus originell inszeniert. Handlung und Dialoge hätten mit ein wenig Feinschliff durchaus überzeugen können.
Frank Zappa thematisierte den Film in seinem Song Cheepnis (Roxy & Elsewhere), einer persönlichen Hommage an B-Movies, in der er die These the cheaper they are, the better they are vertritt. Das Monster im Film beschrieb er als „inverted ice-cream cone with teeth around the bottom“.
Die beiden Hauptdarsteller Peter Graves und Lee Van Cleef wurden später international bekannt, ersterer durch seine Hauptrolle in der TV-Serie Kobra, übernehmen Sie, letzterer als einer der prägenden Darsteller des Italowestern-Genres.
1966 entstand, ebenfalls im Auftrag von AIP, ein TV-Remake des Films unter dem Titel Zontar: The Thing from Venus. Regie führte Larry Buchanan.